# Ooperipatellus duwilensis
Ooperipatellus duwilensis är en klomaskart som beskrevs av Reid 1996. Ooperipatellus duwilensis ingår i släktet Ooperipatellus och familjen Peripatopsidae. Inga underarter finns listade i Catalogue of Life.